# Valkyria (film)
För andra betydelser, se Valkyria (olika betydelser).
Valkyria är en thrillerfilm från 2008 i regi av Bryan Singer. Filmen hade svensk premiär den 30 januari 2009. Filmen handlar om attentatet mot Adolf Hitler, förövat av tyska officerare den 20 juli 1944 i högkvarteret Wolfsschanze, beläget åtta kilometer öster om dagens Kętrzyn.

## Handling
Svårt sårad i strid återvänder överste Claus von Stauffenberg (Tom Cruise) från Afrika för att ansluta sig till den tyska motståndsgruppen och för att hjälpa till med att skapa operation Valkyrie, den komplexa planen som ska låta en skuggregering ta Hitlers plats när han är död. Men ödet och omständigheterna försätter Stauffenberg i en tveeggad och central roll. Inte nog med att han måste leda kuppen och ta kontroll över sin nations regering; han måste själv mörda Hitler.

## Om filmen
- Filmen är regisserad av Bryan Singer.
- Tom Cruise fick rollen för att han var mest lik den verklige Claus von Stauffenberg.

## Rollförteckning i urval
| Tom Cruise         | – överste Claus Schenk von Stauffenberg |
| Kenneth Branagh    | – generalmajor Henning von Tresckow     |
| Bill Nighy         | – general Friedrich Olbricht            |
| Tom Wilkinson      | – general Friedrich Fromm               |
| Carice van Houten  | – Nina von Stauffenberg                 |
| Thomas Kretschmann | – major Otto Ernst Remer                |
| Terence Stamp      | – generalöverste Ludwig Beck            |
| Eddie Izzard       | – general Erich Fellgiebel              |
| Kevin McNally      | – Carl Goerdeler                        |
| Christian Berkel   | – överste Albrecht Mertz von Quirnheim  |
| Jamie Parker       | – löjtnant Werner von Haeften           |
| David Bamber       | – Adolf Hitler                          |
| David Schofield    | – Erwin von Witzleben                   |